# Macroeconomie
Macroeconomia este un domeniu al științelor economice. Spre deosebire de microeconomie, macroeconomia lucrează cu mărimi agregate, cercetează comportamentul economiei în general, cum ar fi venitul total sau gradul de ocupare al forței de muncă, rata inflației sau oscilațiile conjuncturale. Macroeconomia încearcă să găsească explicații pentru aceste oscilații, să găsească factorii de control relevanți și să stabilească dependențele acestora.
În centrul atenției teoriilor macroeconomice se află, în final, rolul pe care statul îl are în întreg contextul economic; din aceste teorii derivează cerințe adresate politicii economice. Guvernele încearcă să modifice mărimile care sunt semnificative din cauza considerării ex-post. Astfel, prin modificări ale impozitelor, dobânzilor sau a cererii statului, scopuri definite politic, se urmăresc alte scopuri cum ar fi stabilitatea nivelului prețurilor, gradul de ocupare completă a forței de muncă sau creșterea economică. Mărimile macroeconomice joacă un rol important în procesul politic de legitimare, deoarece pot fi interpretate de alegători ca un indiciu asupra calității muncii guvernului.

## Istoria macroeconomiei

### Perioada până la absolutism

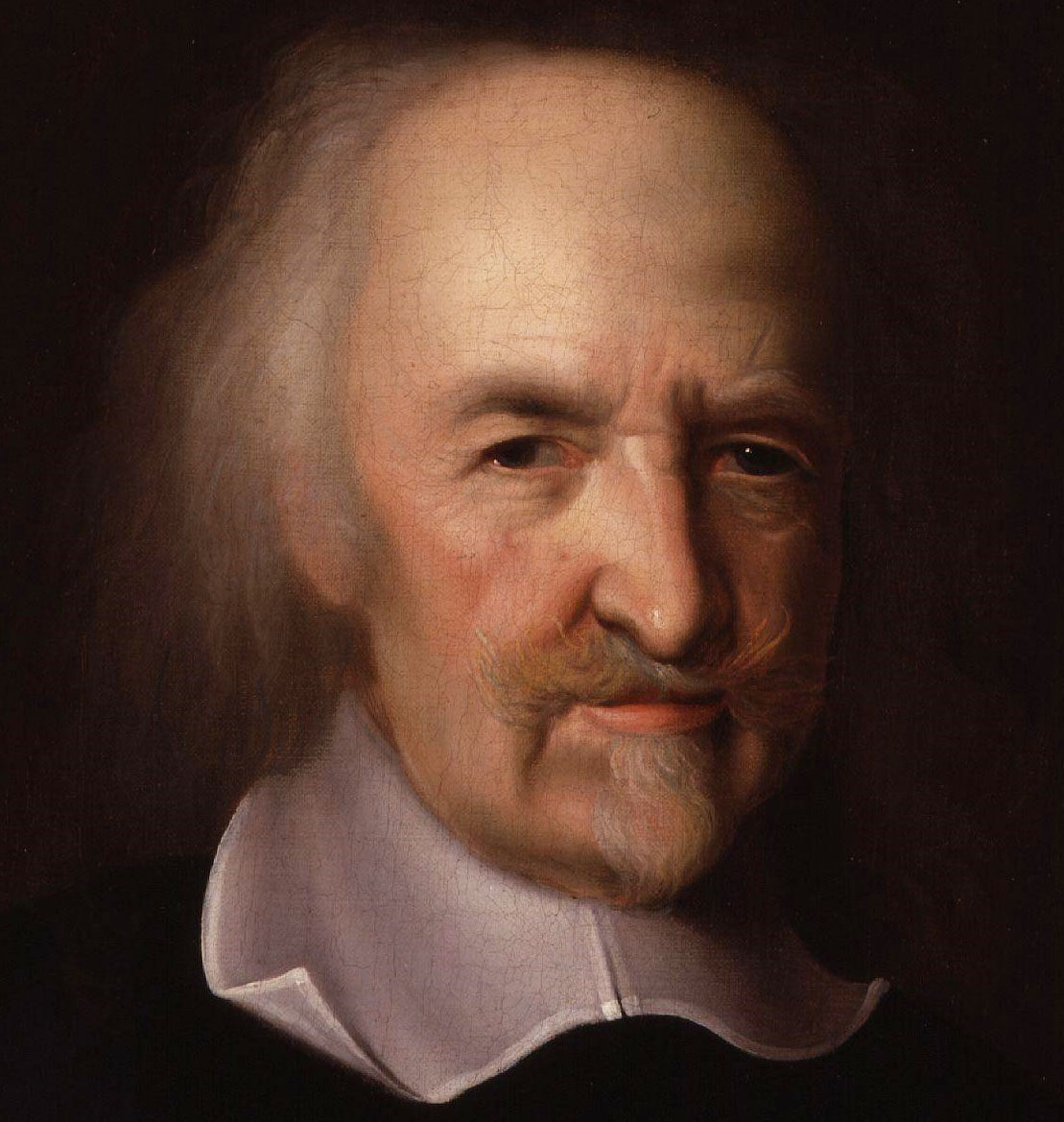
Thomas Hobbes
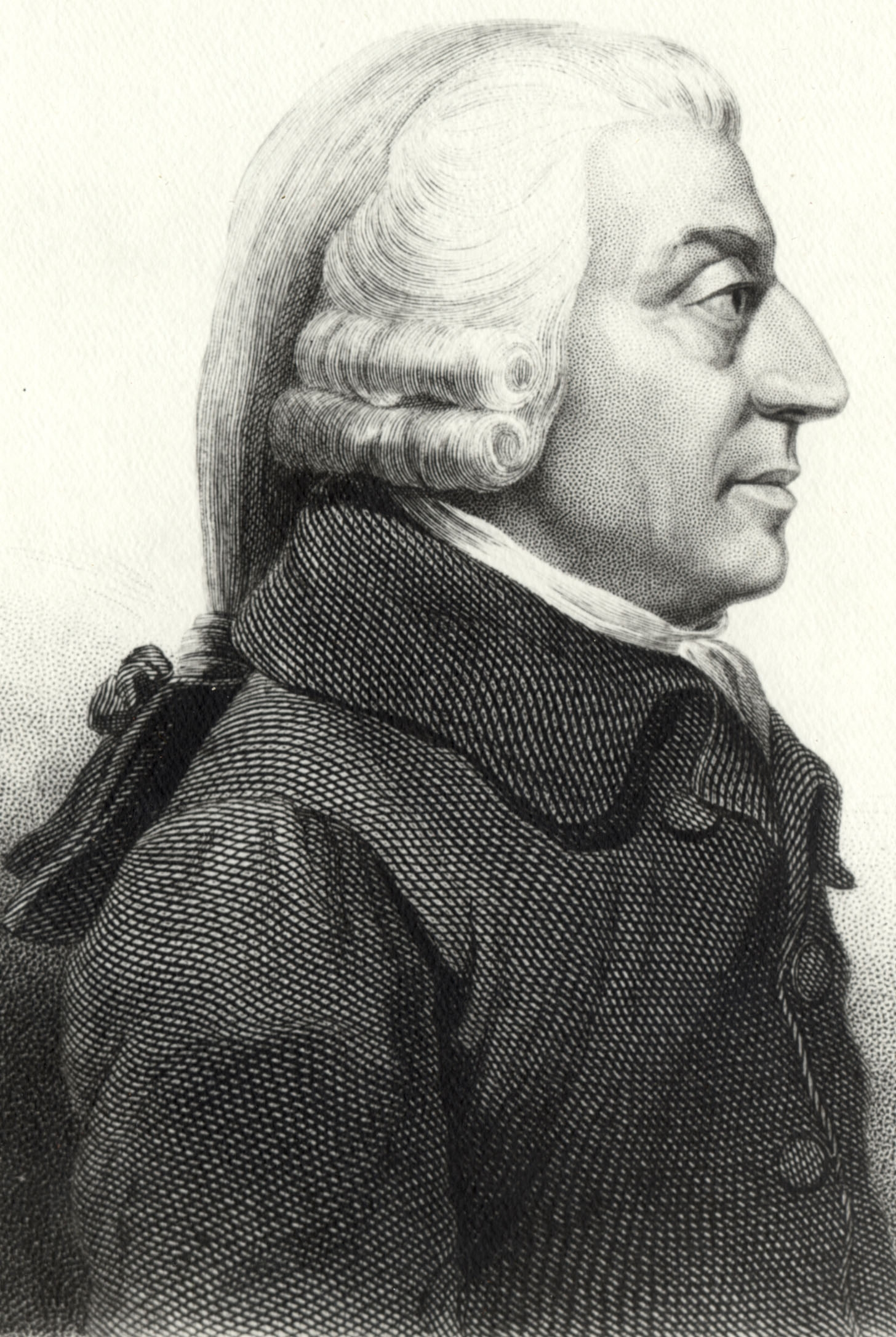
Adam Smith
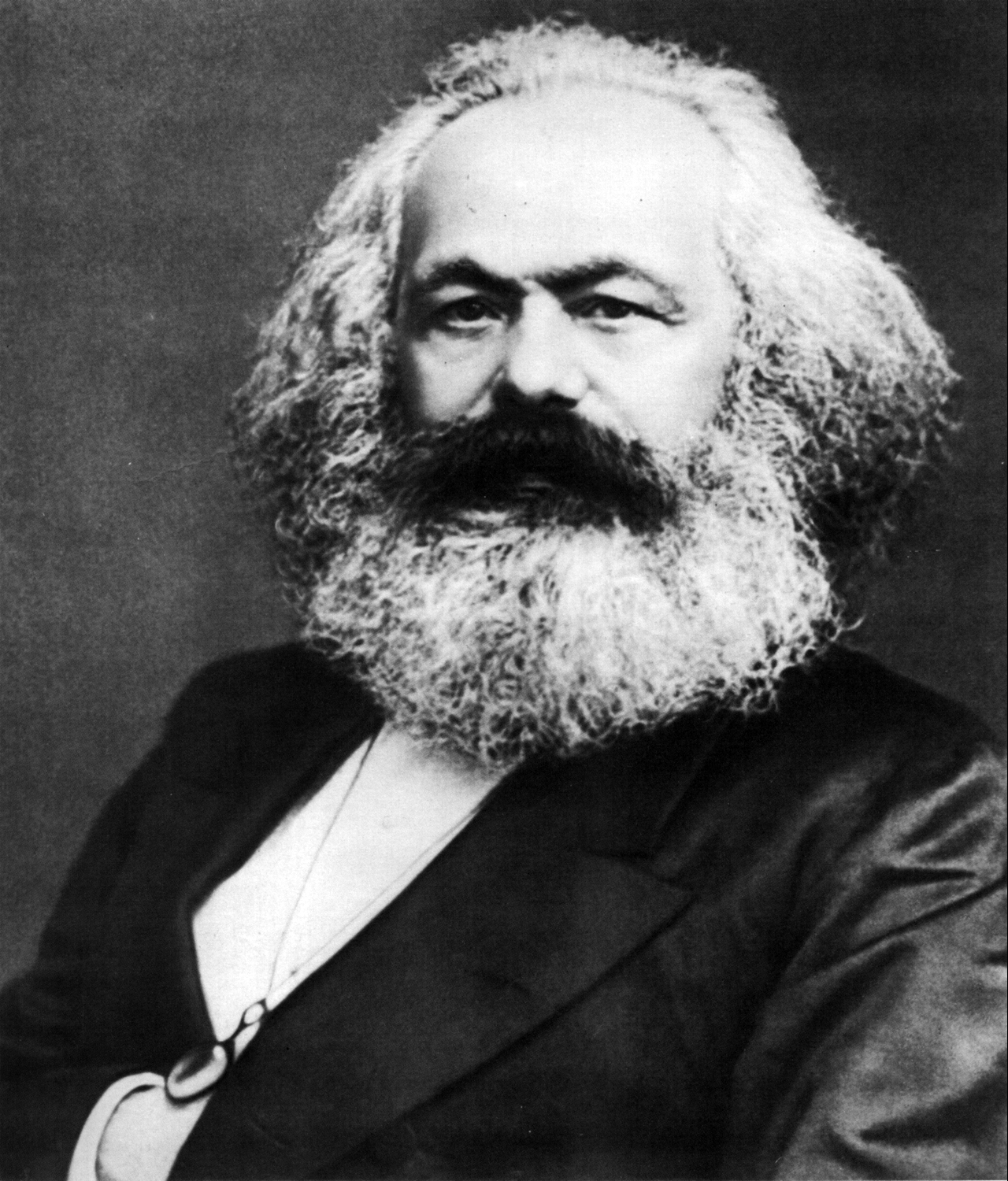
Karl Marx
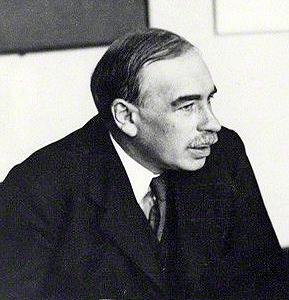
John Maynard Keynes
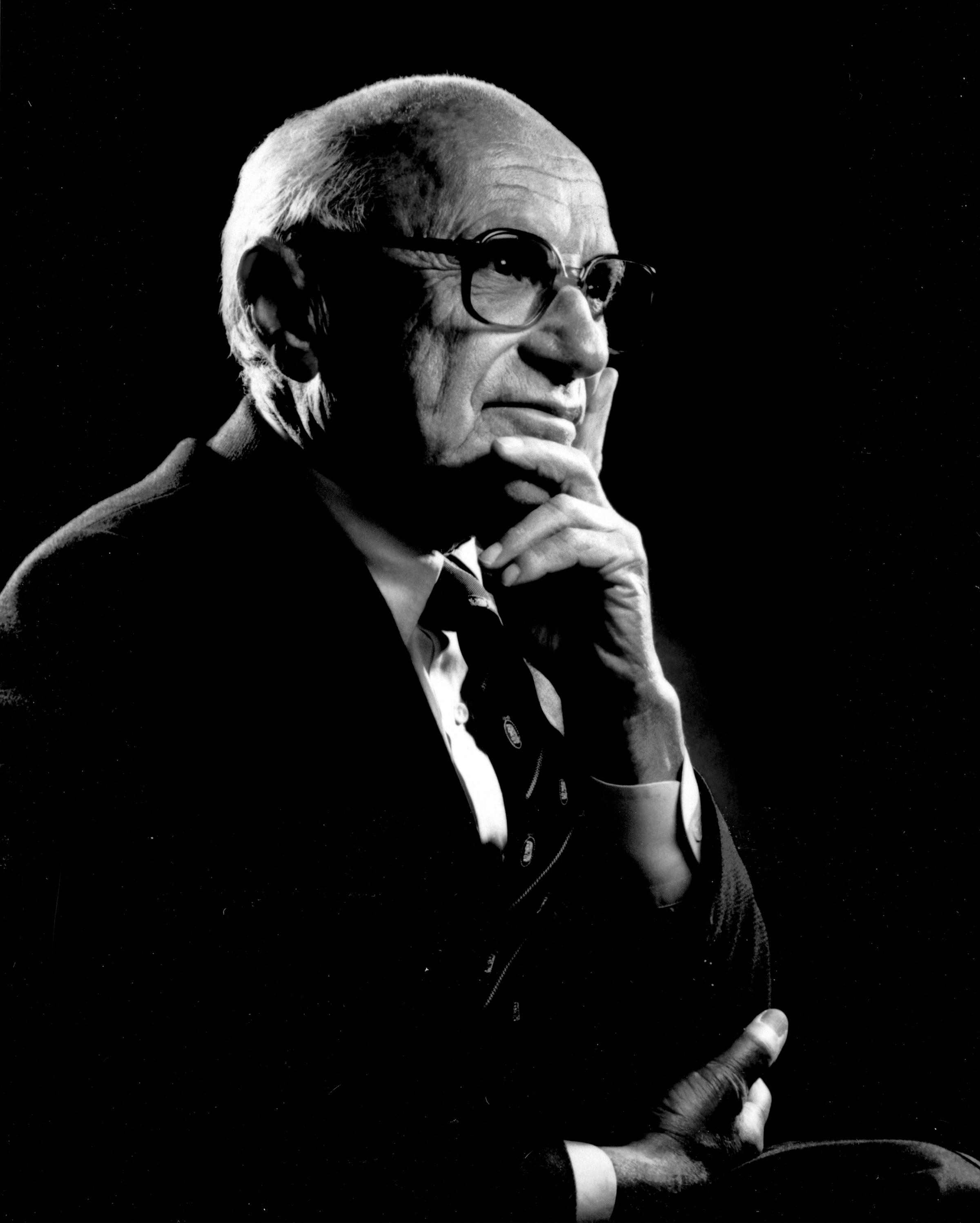
Milton Friedman

Din antichitate și din evul mediu au început să apară cugetări asupra schimburilor comerciale, în operele anumitor filosofi, teologi, profesori de drept și de finanțe. Construirea teoriilor economice în urma discuțiilor academice și reflecțiilor economice actuale asupra comerțului în sensul actual au avut loc în acea perioadă doar foarte rar. Unii dintre strămoșii antici ai economiștilor de astăzi au fost, printre alții: Xenophon, Platon și Aristotel; iar în evul mediu au fost: Thomas Morus, Thomas Hobbes, John Locke și Gottfried Wilhelm Leibniz. Politica economică era condusă de cele mai multe ori fără o bază teoretică temeinică.

### De la mercantilism la clasicism
În timpul absolutismului s-a cristalizat în Franța, Italia și Anglia o direcție în domeniul politicii economice, care nu s-a bazat pe o teorie compactă, ci pe percepțiile asupra legăturilor comerciale, așa cum a fost cazul până la acel moment. Politica economică mercantilistă a fost caracterizată prin intervenții masive în economie din partea statului și a condus în Franța la un declin al agriculturii. Ca o reacție la această evoluție, medicul François Quesnay a publicat în anul 1758 în Tableau Economique teoria unui mecanism economic bazat pe un circuit deschis, o politică laissez-faire. Această școală denumită mai târziu fiziocrație este considerată prima încercare în teoria științelor economice.
În Anglia, ideile fiziocrației au fost acceptate și au fost dezvoltate într-o teorie pentru întreaga societate, economia națională clasică. Adam Smith, David Ricardo și John Stuart Mill au fost numiți deseori a fi cei mai importanți reprezentanți ai acestei școli. Spre deosebire de fiziocrați, clasicii au fost de părere că statul trebuie să se limiteze de la intervențiile în evenimentele economice, pentru a evita tendințele greșite.

### De la clasicism la Keynes
În decursul industrializării și a agravării diferențelor sociale asociate cu aceasta, s-au amplificat în orașe întrebările economiștilor despre împărțirea câștigurilor și au devenit un subiect de discuție interesant. Au apărut socialismul și marxismul. Aceste curente au accentuat nevoia de a regulariza operațiunile economice și au cerut colectivizarea mijloacelor de producție. Reprezentanții cei mai importanți ai acestui curent au fost: Robert Owen, Charles Fourier și Karl Marx.
În același timp alți oameni de știință puternic animați de un sentiment burghez național au creat istorismul: Friedrich List și Gustav von Schmoller. Ei cereau ca statul să se implice pentru a proteja economia națională și investigarea realității în locul generalizărilor rapide.
La sfârșitul secolului al XIX-lea a fost înființată școala utilității marginale, sub influența unor economiști ca și William Stanley Jevons, Carl Menger și Léon Walras. Pentru prima dată s-au tematizat începuturile microeconomiei, cum ar fi estimările individuale ale utilității și funcțiile cererii și ofertei.
De atunci, problemele metodologice au constituit un suport echitabil al economiei, alături de problemele de conținut și de regularizare politică. Sub influența modului de gândire al școlii utilității marginale, clasicismul a fost dezvoltat și s-a creat neoclasicismul, avându-l ca reprezentant pe Alfred Marshall care a îmbinat în analiza echilibrului curentele subiective ale școlii utilității marginale cu teoriile obiective ale clasicilor.

### De la Keynes până astăzi
John Maynard Keynes a oferit actorilor politici o teorie utilă pentru depășirea crizelor economice, printr-o politică economică activă a statului și a înființat keynesianismul. Neoliberalismul s-a dezvoltat în paralel, pe baza liberalismului, ca un contrabalans politic.
Ordoliberalismul a apărut după neoliberalism și a furnizat conceptul economiei de piață sociale. În anii '60, Milton Friedman a înființat monetarismul.
Curentele mai noi și mai puțin răspândite sunt: debitismul, economia liberă, economia evoluției și noua economie instituțională.